# Гергей Кішш (борець)
Гергей Сандор Кішш (угор. Gergely Sandor Kiss; нар. 6 листопада 1983, Орошгаза, медьє Бекеш) — угорський борець вільного стилю, переможець та призер міжнародних турнірів, учасник Олімпійських ігор, Кубку світу, чемпіонатів Європи та світу.

## Життєпис
Боротьбою почав займатися з 1990 року. Найкращими досягненнями на юніорському рівні стали дванадцяте місце на чемпіонаті світу 2001 року і четверте на чемпіонаті Європи 2002 року.
На дорослому рівні найкращими результатами стали сьоме місце на Чемпіонаті Європи 2007 року та восьме на Чемпіонаті світу 2011 року.
У 2008 році, посівши друге місце на 2-му світовому кваліфікаційному турнірі, отримав ліцензію на участь на літніх Олімпійських іграх в Пекіні. На Олімпіаді Гергей Кішш переміг у першому турі представника Канади Девіда Зільбермана з рахунком 10:1 вийшов до 1/8 фіналу, де поступився представника Узбекистану Курбану Курбанову з рахунком 5:9. Оскільки узбецький борець не потрапив до фіналу, Гергей Кішш втратив можливість поборотися за бронзову нагороду у втішних сутичках, посівши в підсумку на турнірі сьоме місце.
У 2012 році намагався вдруге потрапити на Олімпійські ігри, взявши участь у трьох кваліфікаційних турнірах, але не зміг досягти потрібного результату, після чого завершив кар'єру борця.
Виступав за борцівський клуб OMTK Орошгаза. Тренер — Іштван Кішш (з 1996).

## Спортивні результати на міжнародних змаганнях

### Виступи на Олімпіадах
| Змагання                    | Збірна   | Вагова категорія          | Місце |
| --------------------------- | -------- | ------------------------- | ----- |
| Літні Олімпійські ігри 2008 | Угорщина | вільна боротьба, до 96 кг | 7     |

### Виступи на Чемпіонатах світу
| Змагання                        | Збірна   | Вагова категорія          | Місце |
| ------------------------------- | -------- | ------------------------- | ----- |
| Чемпіонат світу з боротьби 2003 | Угорщина | вільна боротьба, до 84 кг | 20    |
| Чемпіонат світу з боротьби 2005 | Угорщина | вільна боротьба, до 96 кг | 10    |
| Чемпіонат світу з боротьби 2006 | Угорщина | вільна боротьба, до 96 кг | 15    |
| Чемпіонат світу з боротьби 2007 | Угорщина | вільна боротьба, до 96 кг | 32    |
| Чемпіонат світу з боротьби 2011 | Угорщина | вільна боротьба, до 96 кг | 8     |

### Виступи на Чемпіонатах Європи
| Змагання                         | Збірна   | Вагова категорія          | Місце |
| -------------------------------- | -------- | ------------------------- | ----- |
| Чемпіонат Європи з боротьби 2005 | Угорщина | вільна боротьба, до 96 кг | 12    |
| Чемпіонат Європи з боротьби 2006 | Угорщина | вільна боротьба, до 96 кг | 11    |
| Чемпіонат Європи з боротьби 2007 | Угорщина | вільна боротьба, до 96 кг | 7     |
| Чемпіонат Європи з боротьби 2011 | Угорщина | вільна боротьба, до 96 кг | 10    |

### Виступи на Кубках світу
| Змагання                    | Збірна     | Вагова категорія          | Місце |
| --------------------------- | ---------- | ------------------------- | ----- |
| Кубок світу з боротьби 2011 | Шаблон:HUK | вільна боротьба, до 96 кг | 4     |

### Виступи на Чемпіонатах світу серед студентів
| Змагання                                        | Збірна   | Вагова категорія          | Місце |
| ----------------------------------------------- | -------- | ------------------------- | ----- |
| Чемпіонат світу з боротьби серед студентів 2004 | Угорщина | вільна боротьба, до 96 кг | 4     |

### Виступи на інших змаганнях
| Змагання                                                         | Збірна   | Вагова категорія          | Місце  |
| ---------------------------------------------------------------- | -------- | ------------------------- | ------ |
| Олімпійський кваліфікаційний турнір з боротьби 2004 (Братислава) | Угорщина | вільна боротьба, до 84 кг | 17     |
| Гран-прі Німеччини з боротьби 2006                               | Угорщина | вільна боротьба, до 96 кг | Золото |
| Гран-прі Німеччини з боротьби 2007                               | Угорщина | вільна боротьба, до 96 кг | 11     |
| Олімпійський кваліфікаційний турнір з боротьби 2008 (Варшава)    | Угорщина | вільна боротьба, до 96 кг | Срібло |
| Гран-прі Іспанії з боротьби 2011                                 | Угорщина | вільна боротьба, до 96 кг | 5      |
| Меморіал Вацлава Циолковського 2011                              | Угорщина | вільна боротьба, до 96 кг | 18     |
| Тестовий турнір FILA 2011                                        | Угорщина | вільна боротьба, до 96 кг | Срібло |
| Олімпійський кваліфікаційний турнір з боротьби 2012 (Софія)      | Угорщина | вільна боротьба, до 96 кг | 7      |
| Олімпійський кваліфікаційний турнір з боротьби 2012 (Тайюань)    | Угорщина | вільна боротьба, до 96 кг | 7      |
| Олімпійський кваліфікаційний турнір з боротьби 2012 (Гельсінкі)  | Угорщина | вільна боротьба, до 96 кг | 9      |

### Виступи на змаганнях молодших вікових груп
| Змагання                                       | Збірна   | Вагова категорія          | Місце |
| ---------------------------------------------- | -------- | ------------------------- | ----- |
| Чемпіонат Європи з боротьби серед кадетів 2000 | Угорщина | вільна боротьба, до 85 кг | 11    |
| Чемпіонат світу з боротьби серед юніорів 2001  | Угорщина | вільна боротьба, до 85 кг | 12    |
| Чемпіонат Європи з боротьби серед юніорів 2002 | Угорщина | вільна боротьба, до 85 кг | 4     |
| Чемпіонат світу з боротьби серед юніорів 2003  | Угорщина | вільна боротьба, до 84 кг | 13    |